# Географија Бутана
Бутан се налази на јужним падинама источних Хималаја, између Кинеске Аутономне регије Тибет на северу и Индије на истоку, западу и југу. Нема излаз на море. Земљиште се састоји углавном од стрмих и високих планина испресецаних мрежом брзих река. Надморска висина расте од 200 м на јужним обронцима на више од 7.000 m на северу. Ова велика географска разноликост у комбинацији са једнако различитим климатским условима доприносе да Бутан има веома развијен екосистем. Већина врхова на северу земље прелази 7.000 m. Највећи врх у Бутану је Гангкхар Пуенсум који је висок 7.570 m. Најнижа тачка од 98 m се налази на југу, где река Манас представља границу са Индијом.
Клима у Бутан варира од суптропске на југу, до скоро поларне у северним планинским областима, са веома хладним и снежним данима. У Бутану поред четири годишњих доба, има период када државу захватају Монсуни. У Западном Бутану има највише монсунских киша, јужни Бутан има топла влажна лета и хладне зиме, а централни и источни Бутан је сувљи него западни, са топлим летима и хладним зимама.

## Административна подела
Бутан је подељен на четири џонгдеја, административо-територијалне јединице Бутана. Они обухватају 20 џонгхага а сваки џонгхаг је даље подељен на гевоге.
Године 1988. џонгхаги су гуписани у четири џонгдеја ради лакшег управљања државом. Џонгхаг је управни и судски округ Бутана. Двадесет џонгкхага су даље подељени у 205 гевога. Неки већи џонгхази имају једну или више средњих судских јединица познате као Дунгхаг, који сами садрже два или више гевога. Дунгхаг је административно-територијална јединица Бутана. Они заједно са већим џонгхазима садрже неколико гегова. Укупно има 15 дунгхага.
Гевог је административно-територијална јединица која се односи на села у Бутану. Двадесет џонгхага обухвата 206 гевога. На челу сваког села стоји човек који се зове Гап . Од 1991. гевози су постале званичне административне јединице..

## Локација
Бутан се налази између Индије и Кине. Тренутно већи политички утицај у народу имају Индијци. Један од разлога је чињеница да након осамостаљења Индије од Британије, Бутан никада није био стављен под управом Индије, осим спољне политике што је дефинисано уговором из 1949. године. Индија је одиграла важну улогу у развоју инфраструктуре, а поред тога влада Индије наставља да обезбеђује око 60% владиних финансија Бутана. Бутан и Индија потписале су 2007. нови споразум који је дозволио Бутану да има контролу над својим спошљшњим односима. Он је заменио споразум потписан 1949. године. Влада Бутана одлучује о свим спољашњим питањима.
Један од разлога за слабије веза са Кином је агресије Кине на Тибет од 1949. до 1959. године. Тибетанци имају јаке културне, историјске и верске везе са Бутаном. Бутан контролише неколико стратешких хималајских превоја, укључујући путеве између кинеске аутономне области Тибета и индијске државе Асама. Ови путеви, који су једини пут до краљевства, заједно са вековном политиком изолације, довели су до тога да Бутан добије надимак Планинска тврђава богова. Иако су Британци успоставили протекторат над Бутаном и заузели његове долине, никада нису извршили успешну инвазију на планинску унутрашњост.

## Планине
Планински венац Хималаји доминирају севером земље, где врхови достижу висину 7.000 m. Највиша тачка Бутана је Гангхар Пуенсум и једна од највиших планина у свету са висином од 7.570 m. Време на планинама је екстремно, високи врхови су под вечним снегом и ледом, док су ниже планине под утицајем сталних ветрова, тако да су оне лети неплодне и голе, а зими замрзнута пустош.
Црне планине у централном делу Бутана се налазе између два главна речна система:Мо Чуа и Манаса. Врхови на Црним планинама се крећу од 1.500 до 4.925 m. У вишим пределима источних Хималаја углавном се налазе четинарске шуме, док у нижим пределима источних Хималаја преовлађују тропске листопадне шуме. Најважније реке су Торса, Раидак, Санкош и Манас. Већина становништва живи у централним висоравнима.
На југу, планине Шивалик су прекривене густим тропским листопадним шумама, равничарским алувијалним долинама и врховима од око 1.500 m. Ту се налази и низија Дуарс која се већи делом налази у Индији, док се мањи део од 10 до 15 km налази у Бутану. Бутански Дуарс је подељен на два дела:северни и јужни Дуарс. Северни Дуарс који се наслања на подножје Хималаја има нераван терен, порозно земљиште са густом вегетацијом и великим бројем дивљачи. Јужни има умерено плодно тло, густу шуму и слатководне изворе. Према подацима Министарства пољопривреде из 2005. године 64% територије Бутана се налази под шумом.

## Клима
Бутан је као и већина Азије под утичцајем монсуна. Западни Бутан је посебно погођен монсунима који доносе између 60 и 90% падавина у региону. На југу, у равницама клима је влажна и суптропска, док је на северу хладно, а на Хималајима је током целе године снег.
Температуре варирају у зависности од надморске висине. Температура у Тимбу у западном Бутану који се налази на 2.200 m надморске висине, током сезоне монсуна од јуна до септембра крећу се у распону од 15 до 26°C, али у јануару могу пасти између -4 и 16°C. Већина централног дела земље доживљава умерену климу током целе године. На југу је вруће са температуром у распону између 15 и 30°C, а температуре могу достићи и 40°C током лета.
Годишња количина падавина је различита. На северу има само око 40 мм годишњих падавина, пре свега снега. У умереним централним регионима годишњи просек је око 1.000 мм, а на влажном троспком југу количина падавина износи 7.800 мм.
Бутан одликује суво пролеће које почиње почетком марта и траје до средине априла. Летње време почиње средином априла и траје до краја јуна када почиње период монсуна са великим кишама и траје до септембра. Монсун доноси јаке кише, високу влажност, поплаве, клизишта и велики број облачних дана. Јесен почиње од краја септембра или почетком октобра и траје до краја новембра. Одликује се сунчаним данима, повременом кишом и раним снегом на већим надморским висинама. Од почетка новембра до марта је зима коју одликује мраз и снег у већем делу земље.

## Језера
У Бутану има најмање 59 природних језера, као и неких 2.674 глацијанских језера. Природна језера која нису глацијалана обухватају укупно око 4.250 хектара. Већина се налази на висини преко 3.500 m. У близини ових језера углавном нема сталних насеобина, али има привремених где становништво води на испашу јакове.

## Долине
Долине у Бутану уклесале су реке у Хималајима, које се хране водом топљењем снега и леда, али и од монсунских киша. Већи део популације Бутана сконцентрисан је у долинама и равницама, одвојен брдовитим границама унутрашњих Хималаја на југу. Упркос модернизацији и развоју саобраћаја у Бутану, укључујући национални систем ауто-путева, путовање од једне долине до друге је и даље отежан. Западне долине су на истоку ограничене Црним планинама у централном Бутану, које чине прекретницу између два велика речна система, Мо Чу и Дрангме Чу. Централне долине одвојене су од источних округом Донга. Неколико изолованих, планинских долина крију неколико малих, посебних културних и језичких група.